# São José do Norte
São José do Norte är en kommun i Brasilien.   Den ligger i delstaten Rio Grande do Sul, i den södra delen av landet, 1 800 km söder om huvudstaden Brasília. Antalet invånare är 25 523.
Trakten runt São José do Norte består till största delen av jordbruksmark.